# Weißzügel-Dickkopf

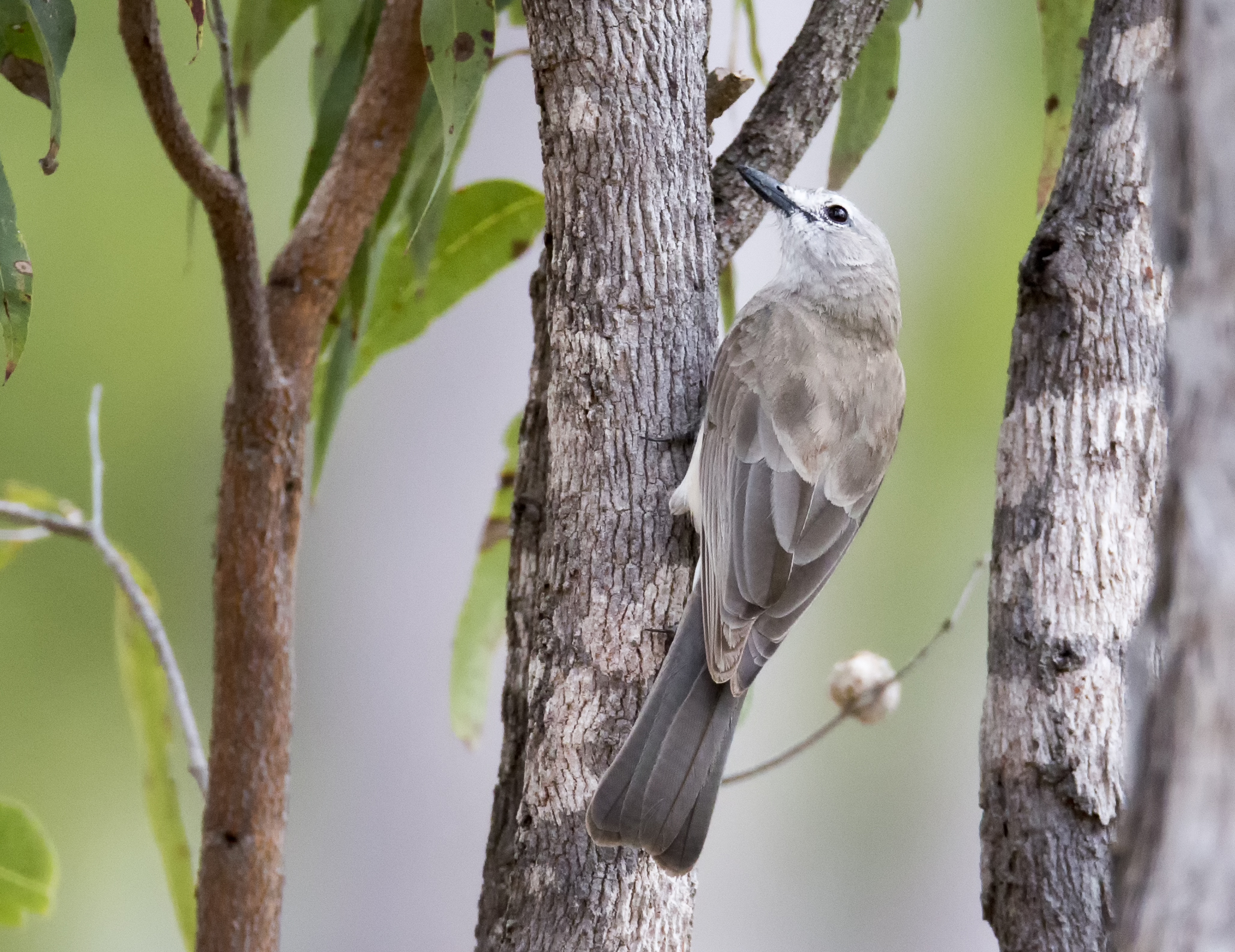
Weißzügel-Dickkopf

Der Weißzügel-Dickkopf (Colluricincla harmonica) ist ein Sperlingsvogel aus der Gattung Colluricincla innerhalb der Familie der Dickköpfe und ist ein Vertreter der Avifauna Australiens und Neuguineas. In Australien ist er vor allem für seinen angenehmen, melodiösen Gesang bekannt.
Die Bestandssituation des Weißzügel-Dickkopfs wird von der IUCN als ungefährdet (least concern) eingestuft. Es werden mehrere Unterarten unterschieden.

## Beschreibung
Der Weißzügel-Dickkopf erreicht eine Körperlänge von 22 bis 27 Zentimetern, eine Flügelspannweite von 30 bis 40 Zentimetern und ein Gewicht zwischen 58 und 74 Gramm. Er ist innerhalb seiner Gattung einer der größten Vertreter und erinnert mit seinem Körperbau an eine Drossel. Der Braunbrust-Dickkopf ist zwar ähnlich groß wie der Weißzügel-Dickkopf, der Weißzügel-Dickkopf ist aber deutlich kräftiger gebaut. Im Vergleich zum Graurücken-Dickkopf und dem Walddickkopf ist der Weißzügel-Dickkopf deutlich größer. Es besteht ein geringfügiger Geschlechtsdimorphismus.

### Männchen
Bei den Männchen sind der Scheitel und der hintere Nacken dunkelgrau. Die Kopfseiten und die Halsseiten sind heller grau. Die Zügel sind weiß und kontrastieren auffällig mit dem übrigen Kopfgefieder. Das Kinn und die obere Kehle sind weißlich bis sehr hell grau und weisen keine auffällige Strichelung auf. Der Mantel, die Schultern und der Rücken sind braun und heben sich auffällig von dem grauen Hinterhals ab. Der Bürzel, die Oberschwanzdecken und das Schwanzgefieder sind grau.
Die Brust und die Flanken sind hellgrau bis grau und gehen auf der Mitte des Bauches in ein Weiß über. Bei einigen Individuen ist allerdings auch die Bauchmitte hellgrau. Die Unterschwanzdecken sind weiß mit einer hellgrauen Strichelung, rein weiß oder hellgrau mit einer diffusen weißen Fleckung. Der Schnabel ist schwarz, die Iris ist dunkelrotbraun. Der Orbitalring ist grau, dunkelgrau oder schwarzgrau. Die Beine und Füße sind dunkelgrau bis schwarz.

### Weibchen
Die Weibchen ähneln den Männchen, unterscheiden sich aber im Kopf- und Halsgefieder sowie in der Schnabelfärbung. Sie haben hellgraue Zügel, die nur wenig mit dem übrigen Kopfgefieder kontrastieren. Die Augen sind von einem hellgrauen Federring umgeben. Kinn, Kehle und obere Brust sind individuell unterschiedlich stark gestrichelt, die Strichelung ist aber immer intensiver als bei den Männchen. Der Schnabel ist grau bis blaugrau mit einer dunkleren Spitze.

## Verwechslungsmöglichkeiten

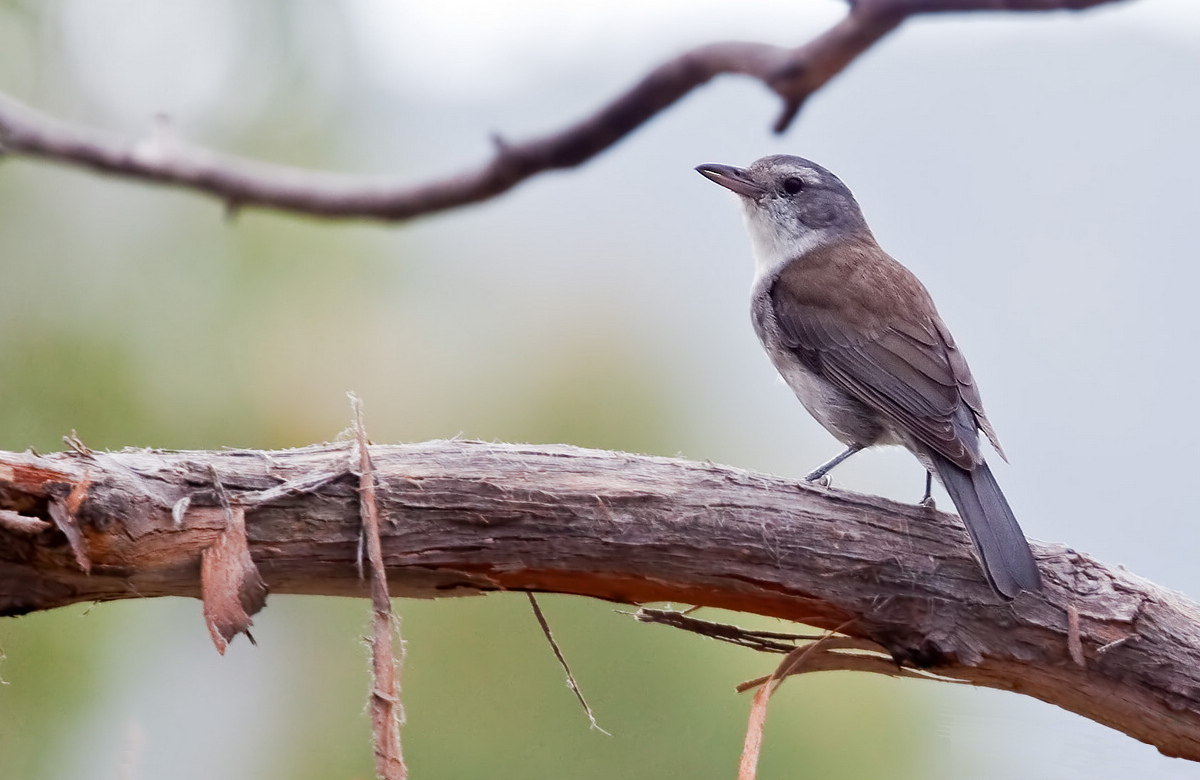
Weißzügel-Dickkopf, Tasmanien

Im Verbreitungsgebiet des Weißzügel-Dickkopfs kommen mehrere Arten der Dickköpfe vor, mit dem er verwechselt werden kann. Sie alle besiedeln aber unterschiedliche Lebensräume, und anders als beim Weißzügel-Dickkopf ist bei diesen Arten die Körperunterseite bräunlich.
Der Braunrücken-Dickkopf ist im Vergleich zum Weißzügel-Dickkopf deutlich schlanker gebaut und wirkt insgesamt dunkler. Der Walddickkopf kommt in Regenwäldern des nordwestlichen Australiens vor und ist deutlich kleiner. Bei ihm ist die Körperunterseite deutlich dunkler als beim Weißzügel-Dickkopf. Der Graurücken-Dickkopf besiedelt bergige Regenwälder und ist auf den Nordosten des australischen Bundesstaates Queensland begrenzt. Neben seiner geringeren Körpergröße unterscheidet er sich vom Weißzügel-Dickkopf auch durch das proportional zur Körpergröße kürzere Schwanzgefieder. Vom Hauben-Dickkopf (Oreoica gutturalis) unterscheidet sich der Weißzügel-Dickkopf unter anderem durch das Fehlen der kleinen Federhaube. Diese Art hat außerdem einen deutlich kürzeren Schnabel, ein kürzeres Schwanzgefieder und die Weibchen haben eine orangefarbene Iris.

## Verbreitungsgebiet der einzelnen Unterarten und Lebensraum
Der Weißzügel-Dickkopf ist ein in Australien und Tasmanien weit verbreiteter Vogel und zählt zu den bekanntesten Singvögeln des australischen Kontinents. Er kommt zudem auf mehreren Inseln vor, die der australischen Küste vorgelagert sind, und besiedelt außerdem die Küstenregionen der östlichen Hälfte Neuguineas.

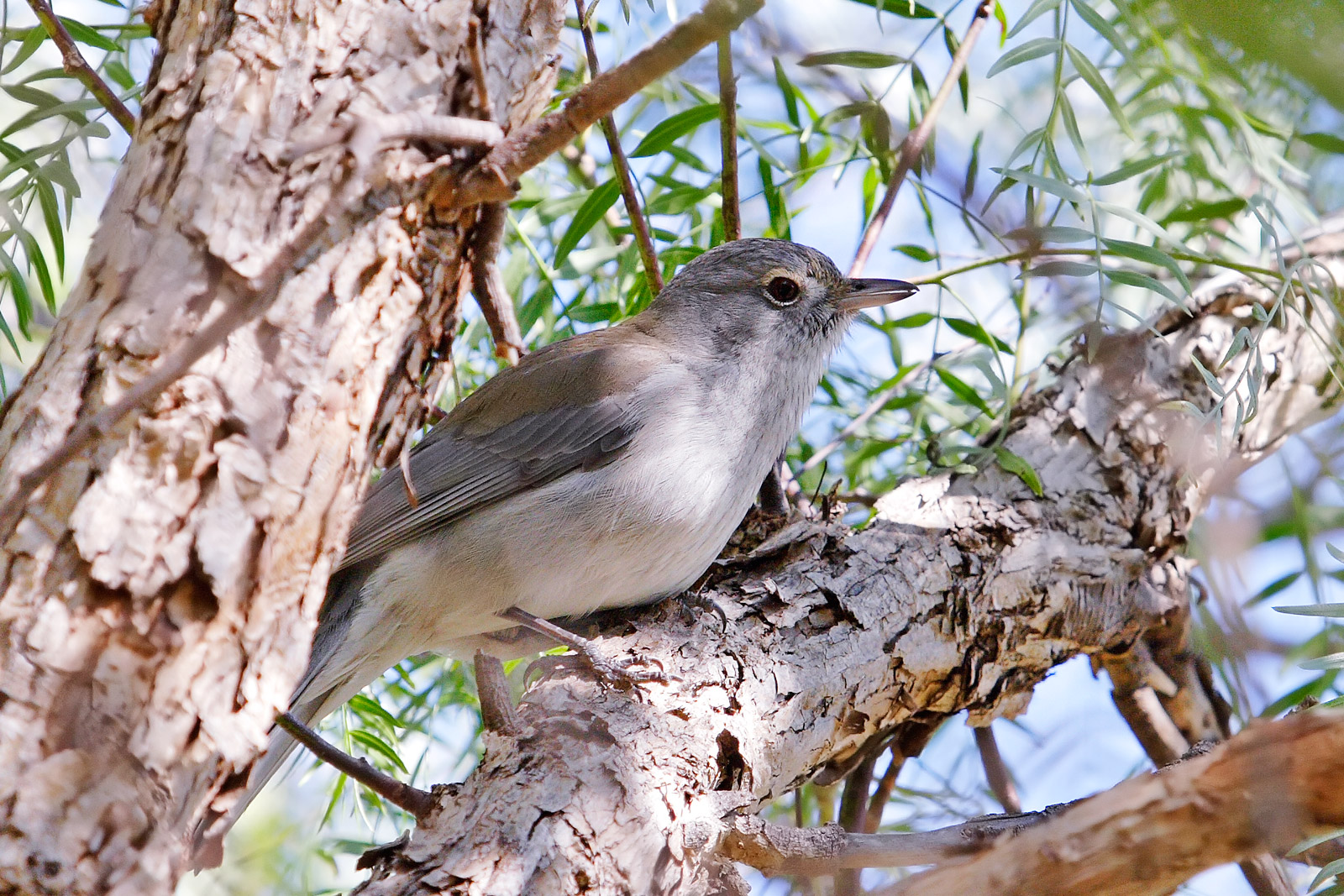
Weißzügel-Dickkopf

Es werden fünf Unterarten unterschieden:
- C. h. brunnea Gould, 1841 – Ursprünglich als eigenständige Art beschrieben. Vorkommen im Norden von Australien und auf Melville Island.
- C. h. superciliosa Masters, 1876 – Ursprünglich als eigenständige Art beschrieben. Vorkommen im Osten von Neuguinea, auf Inseln der Torres Strait und im Nordosten von Australien.
- C. h. harmonica (Latham, 1801) – Vorkommen im Osten von Australien.
- C. h. strigata Swainson, 1838 – Ursprünglich als eigenständige Art beschrieben. Vorkommen auf Tasmanien und Inseln der Bass Strait.
- C. h. rufiventris Gould, 1841 – Ursprünglich als eigenständige Art beschrieben. Vorkommen im Westen, Süden und Landesinneren von Australien.

Der Weißzügel-Dickkopf ist in seinem gesamten Verbreitungsgebiet ein Standvogel.

## Lebensraum
Der Weißzügel-Dickkopf besiedelt verschiedene Waldtypen und ist besonders häufig in solchen anzutreffen, die von Eukalyptusbäumen oder – im Landesinneren von Australien – von Akazienbäumen dominiert sind. Im dichten Regenwald ist er in der Regel nicht anzutreffen. Er ist aber ansonsten eine sehr anpassungsfähige Art, die von der Küstenzone bis zu den ariden Ebenen im Landesinneren alle Klimazonen und Landschaftsformen besiedelt. Er ist außerdem einer der typischen Vögel der australischen Mallee.
Im Osten Australiens ist der Weißzügel-Dickkopf auch häufiger in urbanen Regionen anzutreffen, sofern dort noch indigene Vegetation vorhanden ist. Dagegen ist er im Westen Australiens in besiedelten Regionen selten. Im Westen Australiens hat die zunehmende Besiedelung und die Abholzung zugunsten von Agrarflächen zu einem Bestandsrückgang geführt.

## Nahrung

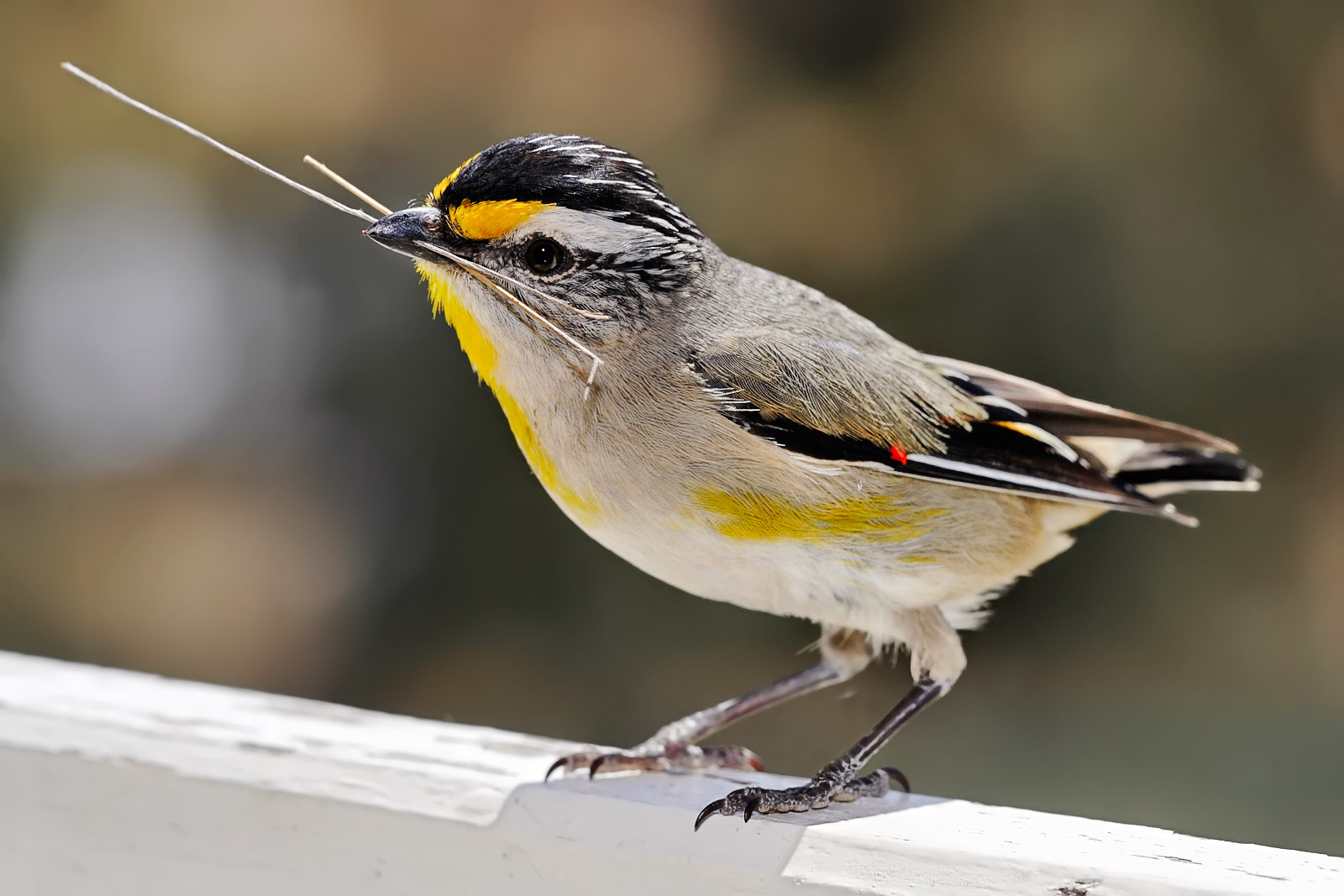
Der Streifen-Panthervogel gehört zu den insektenfressenden Arten, mit denen der Weißzügel-Dickkopf gelegentlich während der Nahrungssuche vergesellschaftet ist

Der Weißzügel-Dickkopf ist ein Allesfresser, der den größten Teil seines Nahrungsbedarfes mit Wirbellosen deckt. Daneben frisst er auch Wirbeltiere wie kleine Frösche, kleine Eidechsen, Vogeleier, Nestlinge und ausgewachsene kleine Singvögel sowie kleine Säugetiere. Er frisst aber auch Früchte und Samen. Der Bereich, in dem er nach Nahrung sucht, reicht vom Boden bis in den oberen Baumkronenbereich. Den größten Teil seiner Nahrung findet er, wenn er Blattwerk und Zweige nach Beutetieren absucht. Während seiner Nahrungssuche reist er gelegentlich auch lockere Rinde von den Baumstämmen und Ästen oder sucht mit seinem Schnabel in kleinen Einbuchtungen der Äste und Stämme nach Insekten. Während der Nahrungssuche bewegt er sich sowohl im Geäst als auch auf dem Boden hüpfend vorwärts. Der Flug ist dagegen gradlinig mit kräftigem Flügelschlag, der immer wieder durch kurze Gleitphasen unterbrochen wird.
Während der Nahrungssuche ist er gelegentlich mit anderen insektenfressenden Arten assoziiert. Zu den Arten, mit denen er gelegentlich gemeinsam nach Nahrung sucht, zählen unter anderem der Weißkehl-Baumrutscher, der Großraum-Dickkopfschnäpper, der Neuseelandfächerschwanz und der Streifen-Panthervogel.

## Lebensweise

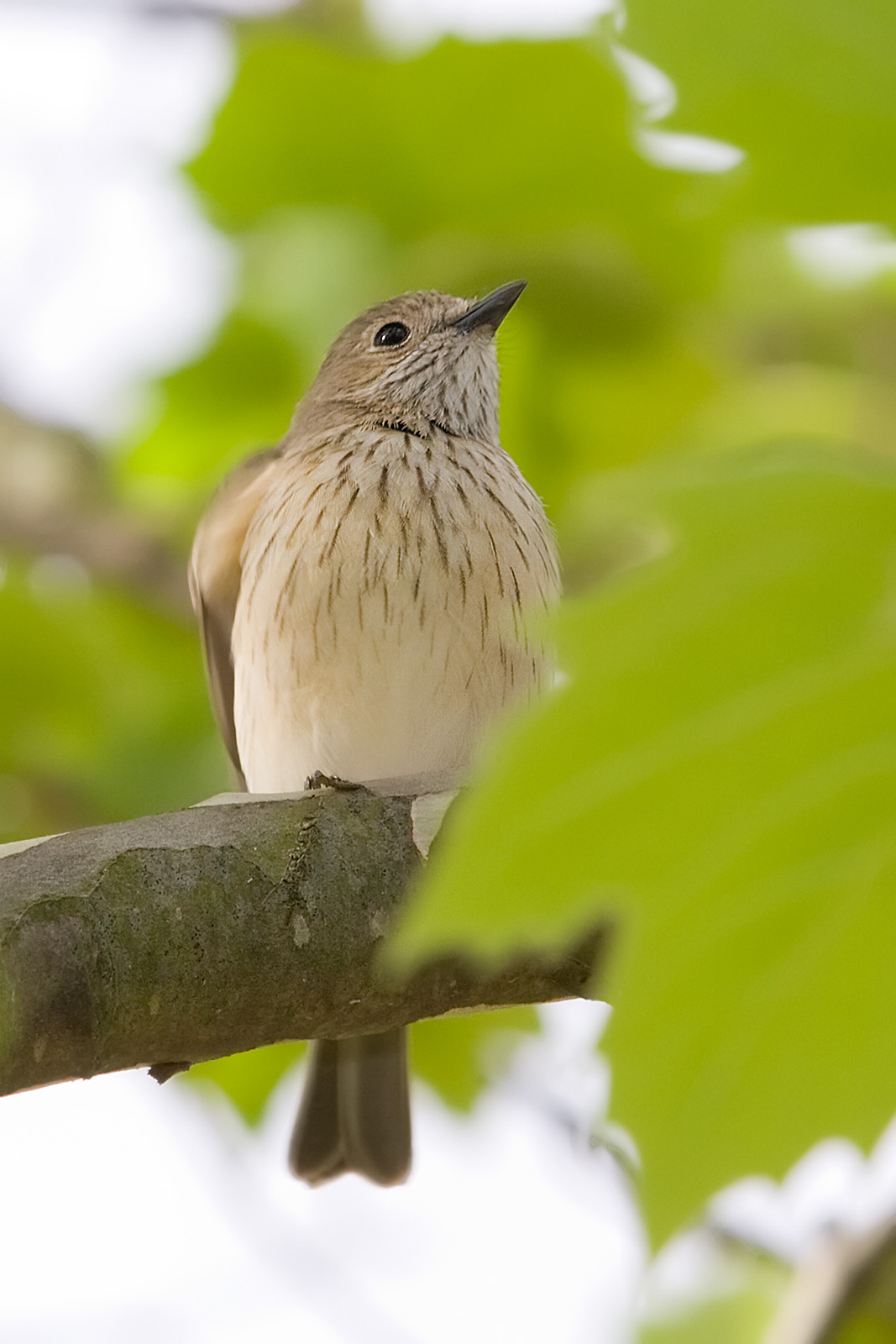
Weißzügel-Dickkopf, Weibchen

Der Weißzügel-Dickkopf lebt einzelgängerisch oder paarweise. Nach der Brutzeit ist er regelmäßig auch in kleinen Familiengruppen zu beobachten. Er ist ein unauffälliger, aber vergleichsweise zutraulicher Vogel, dessen Anwesenheit gewöhnlich vor allem durch seinen lauten Gesang oder seine lauten Rufe auffällt. Sowohl Gesang als auch die Rufe sind noch über eine weitere Entfernung wahrnehmbar.
Es ist bislang noch nicht hinreichend untersucht, ob der Weißzügel-Dickkopf eine mehrjährige Paarbeziehung eingeht. Es wurden jedoch wiederholt beobachtet, dass Paare über mehrere Jahre dasselbe Revier besetzten. Die längste beobachtete Paarbeziehung bestand über fünf Jahre. Paare verteidigen ganzjährig ein Revier, das als Nahrungs- und Brutrevier dient.
Die Brutzeit fällt in den Zeitraum von Juli bis Februar. Sie bauen ihre Nester gewöhnlich gut versteckt im Kletterpflanzendickicht oder im dichten Blattwerk von Bäumen. Sie nutzen dabei auch gerne Baumhöhlungen. Nester, die nicht in Höhlungen gebaut werden, können vergleichsweise groß sein und werden aus Rindenstreifen, Zweigen, Gras, Blättern, Wurzeln und ähnlichem errichtet. Wenn sie dagegen in natürlichen Baumhöhlen nisten, ist das Nest lediglich auf eine flache, ausgepolsterte Mulde begrenzt. Am Bau sind beide Elternvögel beteiligt. Das Gelege umfasst ein bis vier Eier. Beide Elternvögel brüten und beginnen mit dem Brutgeschäft, sobald das Gelege vollständig ist. Die Brutzeit beträgt knapp 17 Tage. Die Nestlinge sind nach 17 bis 18 Tagen flügge.

## Lebenserwartung
Anhand von Daten, die durch die Beringung von Weißzügel-Dickköpfen gewonnen werden konnten, weiß man, dass diese Art mindestens 12 Jahre alt werden kann. Den Altersrekord hält bislang ein Weibchen, das im Süden Australiens am 7. Dezember 1977 beringt wurde und 12 Jahre und 6 Monate unweit des ursprünglichen Beringungsortes wieder eingefangen wurde.

## Einzelbelege
1. 1 2 3 4   Higgins (Hrsg.): Handbook of Australian, New Zealand & Antarctic Birds. Band 6, S. 1191.
2. ↑   Handbook of the Birds of the World zum Graubrust-Dickkopf, aufgerufen am 3. Juli 2017
3. ↑   Higgins (Hrsg.): Handbook of Australian, New Zealand & Antarctic Birds. Band 6, S. 1189.
4. ↑   Higgins (Hrsg.): Handbook of Australian, New Zealand & Antarctic Birds. Band 6, S. 1192.
5. ↑  IOC World Bird List 6.3. In: IOC World Bird List Datasets. doi:10.14344/ioc.ml.6.3 (worldbirdnames.org).
6. ↑   Higgins (Hrsg.): Handbook of Australian, New Zealand & Antarctic Birds. Band 6, S. 1193.
7. 1 2 3 4   Higgins (Hrsg.): Handbook of Australian, New Zealand & Antarctic Birds. Band 6, S. 1195.
8. ↑   Higgins (Hrsg.): Handbook of Australian, New Zealand & Antarctic Birds. Band 6, S. 1196.
9. ↑   Higgins (Hrsg.): Handbook of Australian, New Zealand & Antarctic Birds. Band 6, S. 1204.